# Castillo Gutenberg
El Castillo Gutenberg (en alemán: Burg Gutenberg) es un castillo bien preservado en la ciudad de Balzers, en el principado de Liechtenstein, justo el centro del municipio de Balzers. Gutenberg es uno de los cinco castillos del principado y uno de los dos que han sobrevivido conservados hasta nuestros días. A diferencia de Castillo de Vaduz en la capital, el Castillo de Gutenberg no sirve como residencia de la familia principesca de Liechtenstein y está abierto al público en general como un museo. El castillo se encuentra en una colina cerca del centro de Balzers y es accesible a través de una calle y carretera conocida como la Burgweg.

## Historia
La colina del castillo ha sido habitada desde el Neolítico. Las excavaciones arqueológicas han descubierto varios objetos prehistóricos, incluyendo la estatuilla de 12 cm ( 5 pulgadas) llamada Marte von Gutenberg, ahora en exhibición en el Museo Nacional de Liechtenstein .
El castillo comenzó su existencia como iglesia y cementerio medievales. A comienzos del siglo XII se cerró el cementerio y comenzó la fortificación de la iglesia, seguida de la adición de murallas y la torre principal. A finales del siglo XII y comienzos del siglo XIII, el castillo perteneció a los señores de Frauenberg, una casa noble del cantón suizo de Graubünden. Tras la muerte de Heinrich von Frauenburg en 1314, el castillo pasó a la propiedad de la Casa de Habsburgo.
En el siglo XV, el castillo sufrió nuevas obras por iniciativa del emperador Maximiliano I, para reparar los daños sufridos en el asedio de 1499, durante la Guerra de Suabia. Durante los siglos XVII y XVIII, el castillo perdió su finalidad militar, sufrió varios incendios, y sus ruinas fueron utilizadas como material de construcción. Entre 1905 y 1912, el castillo recibió una restauración sustancial, y fue comprado por el Estado con fines culturales.